# Bohumil Bílý
Bohumil Bílý (22. září 1921 Bratislava – 28. února 2002) byl český římskokatolický kněz.

## Život
Narodil se v Bratislavě českým rodičům. Chodil zde na základní školu a do roku 1939 studoval na Masarykově státním reálném gymnáziu. Poté se rodina musela kvůli rozpadu Československa vrátit do Prahy, kde Bohumil Bílý o rok později složil maturitu. Kvůli uzavření vysokých škol nemohl dál studovat svou oblíbenou fyziku, a proto se přihlásil na dvouletý elektrotechnický obor na Druhé průmyslové škole. Poté po nějakou dobu pracoval ve Fyzikálním ústavu v Praze a místo totálního nasazení v Německu pracoval v rentgenové laboratoři Škodových závodů v Plzni.
Po válce se místo fyziky rozhodl studovat na Teologické fakultě UK v Praze. Dne 23. dubna 1950 byl vysvěcen na kněze. V září téhož roku nastoupil vojenskou službu u Pomocných technických praporů, kde zůstal více než 3,5 roku - propuštěn byl až na Silvestra roku 1953.
Svou kněžskou službu zahájil v Plotišti nad Labem (dnes místní část Hradce Králové), kde setrval do roku 1956. Poté působil až do rok 1992, kdy odešel kvůli zhoršujícímu se zdraví do důchodu, v kostele svaté Ludmily na pražském Náměstí Míru.